# Planchonella maingayi
Planchonella maingayi är en tvåhjärtbladig växtart som först beskrevs av Charles Baron Clarke, och fick sitt nu gällande namn av Pieter van Royen. Planchonella maingayi ingår i släktet Planchonella och familjen Sapotaceae. Inga underarter finns listade i Catalogue of Life.